# Politész
A politész a poliszok (városállamok) teljes jogú polgárainak megnevezése volt az Antik Görögországban. A legtöbb poliszban a teljes jogú polgársághoz előírták az apai és anyai ágon is politészi származást, illetve ezen felül a közösség dönthetett úgy, hogy befogad valakit a polgárságba, azaz polgárjogot adományozhatott.

## Az athéni politész
Athénban kezdetben csak az apa részéről követelték meg szigorúan, hogy politész legyen, egyébként Themisztoklész vagy Miltiadész fia Kimón nem is lehetett volna teljes jogú polgár. Később Periklész hozott szigorú polgárjogi törvényt i. e. 451-ben, amiben az anyai oldalról is megkövetelte a politészi származást, amivel saját fiát, az ifjabb Periklészt is kizárta abból, de neki polgárjogot adományoztak. Politész felnőtt korú athéni születésű szabad férfi lehetett, a nők ún. passzív polgárjoggal rendelkeztek, azaz gyermekeiknek átörökítették a politészi státust, de maguk nem rendelkeztek politikai jogokkal.
A politészt besorolták területi közigazgatási egységbe (phülé, démosz) és kultuszközösségbe (phrátria) is. Gazdag metoikoszok és a város külföldi jótevői is megkaphatták a politészi státust, ez azonban nem volt olcsó mulatság. A polgárjogot az athéni népgyűlés adományozhatta minősített módon, ún. "hatezres törvénnyel", azaz legalább hatezer polgárnak részt kellett vennie a határozatképességhez. A polgárjogot meg is lehetett vonni, ezt tették például az olyan hazaárulónak minősített politikusok, mint Themisztoklész és Alkibiadész esetén.
Rendkívül súlyos dolognak minősült, ha valaki jogtalanul állította magáról, hogy politész. Ha ez kiderült, azonnal eladták rabszolgának. Plutarkhosz szerint Periklész polgárjogi reformja után kb. 5000 embert adtak el ezért rabszolgának. Plutarkhosz szerint ekkor, i. e. 451-ben egyébként 14 040 ember tudta igazolni athéni polgárjogát, azaz politész státusát. Az i. e. 4. század végére számuk 21 000-re nőtt (Athénaiosz) a 10 000 metoikosz, felszabadított rabszolga és nothosz mellett.

### Jogaik
Csak ők rendelkeztek politikai jogokkal, Szolón óta minden politész részt vehetett az athéni népgyűlésen, de tisztségekbe csak a vagyoni cenzus alapján meghatározott osztályhelyzetük alapján kerülhettek. A Szolón által felállított vagyonok osztály az ötszázmérősök, a hippeiszek, a zeugitészek és a thészek voltak. Az utolsó osztály tagjai Szolón idején nem voltak választhatók, de Kleiszthenész reformja nyomán bekerülhettek a tanácsba, a buléba.
A politészek általában adómentesek voltak, a görög fogalmak szerint ugyanis a szabadság egyenlő volt az adómentességgel. i. e. 403-ban ki akarták zárni az ingatlannal nem rendelkezőket a polgárjogból, ha ez sikerül, 5000-en vesztették volna el politész státusukat. Tagjai voltak egy kultuszközösségnek phrátria, részt vehettek a szertartásokon. Közvetlenül bírósághoz fordulhattak ügyes-bajos ügyeikkel.

### Kötelességeik
Nem csak joguk, kötelességük is volt a politikai életben való részvétel, ha nem így tettek, megvetés tárgya lettek. A politikából magukat teljesen kivonók neve volt az idiotész.
Rendkívüli veszély esetén különadót (eiszphora) kellett fizetniük. A gazdag polgárokat kötelezhették egyéb közösségi kiadásokra – amiknek együttes neve a leithurgia volt –, például fel kellett szerelniük egy hadihajót (triérarkhia), vagy egy fesztiválon állniuk kellett egy kórus betanításának és színpadra állításának költségeit (khorégia), ahol ő volt a karvezető (khorégosz). Ha kórus nyert, akkor a színdarab szerzője mellett viszont a karvezetőt is kitüntették. Ha valaki a leithurgiát teljesítette, utána három évig felmentést kapott.
Részt kellett venniük a polisz katonai védelmében. Athénban 18-20 éves kor között zajlott a kiképzés, utána 20-49 éves korig voltak hadkötelesek, de 50-59 éves korukban is kötelesek voltak a városfalakat védeni háború esetén. A hadkötelezettséget a démoszok anyakönyvei alapján tartották nyilván, a behívásra a veszély nagysága szerint korosztályonként került sor.

## Más városok politészei
Spártában a teljes jogú polgárokat homoioszoknak, azaz "egyenlőknek" nevezték. Náluk szigorúbb volt a státus atörökítésének lehetősége, kizárólag a legidősebb fiúgyermek vált – vagyonjogi okok miatt – homoiosszá a többi fiúgyermek a hüpomeiónok rétegét gazdagította. A rendszer merevsége miatt Spártában a teljes jogú polgárok száma fokozatosan csökkent.
Kollektív származási alapon is adományoztak polgárjogot. Amikor egy métropolisz lakói gyarmatot (apoikia) alapítottak, akkor független polisz jött létre, és a két polisz lakói nem voltak automatikusan politészei a másiknak. A kürénéi népgyűlés viszont úgy döntött, hogy métropoliszának, Thérának a polgárai kapjanak polgárjogot, osszák be őket phülébe, patrába és a kilenc hetaireiába is.